# Franz von Epp
Franz Xaver rytíř von Epp (16. říjen 1868 – 31. prosinec 1947) byl vysoce vyznamenaný německý veterán první světové války, politik a pozdější generál Wehrmachtu za druhé světové války. Mimo jiné byl držitelem mnoha vysoce ceněných vojenských vyznamenání včetně pruského řádu Pour le Mérite, bavorského rytířského kříže vojenského řádu Maxe Josefa nebo nacistického rytířského kříže válečného záslužného kříže s meči.

## Život

### Mládí a počátky vojenské kariéry
Franz Epp se narodil 16. října roku 1868 v bavorském Mnichově jako syn uměleckého malíře Rudolfa Eppa a jeho ženy Kathariny (rozenná Steibelová). Měl dvě mladší sestry, Helene a Auguste.
Nejdříve navštěvoval obecnou školu v Mnichově a následně přešel na místní gymnázium, kde později v létě roku 1887 maturoval. Následně se rozhodl vstoupit k 16. srpnu téhož roku do německé císařské armády, kde byl v hodnosti tříročního dobrovolníka a důstojnického čekatele zařazen k 9. bavorskému pěšímu pluku u něhož se propracoval až do hodnosti nadporučík (Premierleutnant).
S tímto povýšením rovněž nastoupil k 13. říjnu roku 1896 na bavorskou vojenskou akademii v Mnichově. Zde studoval až do konce září roku 1899. Po dokončení sloužil dále u 9. pěšího pluku a to až do července roku 1900, kdy byl přeložen k 4. východoasijskému pěšímu pluku (4. Ostasiatischen Infanterie-Regiment), s kterým se podílel na potlačení Boxerského povstání v Číně.
Potom se stal velitelem rot v Německé kolonii Deutsch Südwestafrika (nyní Namibie), kde se účastnil krvavého drcení povstání Hererů. Během první světové války sloužil von Epp jako velící důstojník bavorského regimentu ve Francii, Srbsku a Rumunsku. Za svou válečnou službu dostal von Epp rytířský titul.

### Po válce a působení v NSDAP
Po konci války vytvořil von Epp Freikorps von Epp, pravicovou, polovojenskou formaci většinou vytvořenou z válečných veteránů (jejími členy byli například Gregor Strasser a Ernst Röhm). Freikorps se pod vedení von Eppa účastnilo rozdrcení Bavorské republiky rad roku 1919. Von Epp se ten samý rok připojil k Reichswehru a v roce 1922 se stal generálmajorem.
Von Epp se roku 1928 stal členem NSDAP, kde setrval až do roku 1945. Von Epp sloužil v NSDAP jako hlava armádní politické kanceláře, a později jako vůdce německé koloniální společnosti, organizace všech bývalých německých kolonií.
Po Hitlerově jmenování říšským kancléřem v roce 1933 se stal von Epp říšským komisařem pro Bavorsko, kde se dostal do sporu s bavorským nacistickým ministerským předsedou Ludwigem Siebertem. Von Eppův pokus sesadit Sieberta z postu bavorského vůdce selhal. Von Epp ale pokračoval ve vykonávání úřadu říšského komisaře do konce války.
Během druhé světové války se von Epp od ostatních nacistických vůdců distancoval.[zdroj⁠?!] Hlavní důvod byl osobní odpor k některým z nich. Často se s nimi na ničem nedohodl, nebo nesouhlasil s jejich politikou.

### Pád
Von Epp byl roku 1945 zatčen skupinou FAB, která se úspěšně pokusila svrhnout vládu v Bavorsku. Vůdce FAB, Rupprecht Gerngroß, později vydal von Eppa Američanům.
Na konci války byl von Epp uvězněn Američany a zemřel v zajateckém táboře v roce 1946.

## Shrnutí vojenské kariéry

### Data povýšení
- Fahnenjunker-Dreijährig-Freiwilliger - 16. srpen, 1887
- Fähnrich - 9. březen, 1888
- Sekondeleutnant - 30. říjen, 1889
- Premierleutnant - 13. říjen, 1896
- Hauptmann - 11. červenec, 1907
- Major - 30. říjen, 1909
- Oberstleutnant - 30. listopad, 1914
- Oberst - 14. prosinec, 1916
- Generalmajor - 2. říjen, 1920/1921
- Propůjčena hodnost Generalleutnant - 31. říjen, 1922
- NSKK-Obergruppenführer - 1. červenec, 1932
- SA-Obergruppenführer - 1. leden, 1933
- Propůjčena hodnost General der Infanterie - 25. červenec, 1934/1935

### Významná vyznamenání
- Pour le Mérite - 29. květen, 1918
- Rytířský kříž královského bavorského vojenského řádu Maxe Josefa - 23. červen, 1916
- Rytířský kříž válečného záslužného kříže s meči - 20. září, 1943
- Rytířský kříž královského hohenzollernského domácího řádu s meči - 5. květen, 1917
- Pruský železný kříž I. třídy - 12. březen, 1915
- Pruský železný kříž II. třídy - 22. prosinec, 1914
- Rakouský řád železné koruny III. třídy s válečnou dekorací - 26. září, 1917
- Rakouský vojenský záslužný kříž III. třídy s válečnou dekorací - 19. červenec, 1917
- Důstojnický kříž královského bavorského vojenského záslužného řádu s meči a korunou - 5. únor, 1916
- Královský bavorský vojenský záslužný řád III. třídy s meči a korunou - 11. září, 1914
- Královský bavorský vojenský záslužný řád III. třídy s meči
- Královský bavorský vojenský záslužný řád IV. třídy s meči
- Meklenburský vojenský záslužný kříž II. třídy
- Medaile prince regenta Luitpolda s korunou
- Pruská pamětní medaile císaře Viléma
- Královský pruský řád koruny IV. třídy s meči
- Královský pruský řád červené orlice IV. třídy s meči
- Královské bavorská služební vyznamenání I. třídy (40 let služby)
- Královské bavorská služební vyznamenání II. třídy (25 let služby)
- Čínská medaile v oceli
- Pamětní medaile na tažení v jihozápadní Africe
- Maďarská pamětní medaile s meči
- Kříž cti
- Zlatý stranický odznak
- Služební vyznamenání NSDAP ve stříbře
- Sudetská pamětní medaile
- Medaile za Anschluss
- Válečný záslužný kříž I. třídy s meči
- Válečný záslužný kříž II. třídy s meči